# NGC 447
NGC 447 is een balkspiraalstelsel in het sterrenbeeld Vissen. Het hemelobject ligt ongeveer 257 miljoen lichtjaar van de Aarde verwijderd en werd op 8 oktober 1861 ontdekt door de Duits-Deense astronoom Heinrich Ludwig d'Arrest.

## Synoniemen
- IC 1656
- PGC 4550
- UGC 804
- MCG 5-4-6
- ZWG 502.13